# Pistola M6D
A pistola M6D, também conhecida como M6D Magnum Sidearm ou M6D Personal Defense Weapon System, é uma pistola fictícia apresentada na franquia de jogos eletrônicos Halo. É uma das armas iniciais usadas pelo protagonista, Master Chief, e foi projetada e fabricada pela Misriah Armory, fabricante do Comando Espacial das Nações Unidas. Chamada de uma das armas de jogos eletrônicos mais infames de todos os tempos, ela ganhou notoriedade entre os críticos e jogadores por seu poder e precisão incomuns, especialmente pelo tempo em que é recebida no jogo. A pistola, ou variantes dela, apareceram em vários jogos da série, começando em Halo: Combat Evolved, bem como em mídias relacionadas.

## Características
A pistola M6D é construída em aço e possui acabamento em cromo duro. É equipada com um escopo 2x, é operada por recuo e alimentada por carregador e utiliza munições de 12,7×40 mm. A M6D em particular é uma versão "aumentada" criada para uso por SPARTANs, bem como um modelo oficial.

## Aparições
Em Halo: Combat Evolved, Master Chief obtém a pistola M6D do Capitão Keyes logo antes de ele bater a nave estelar Pillar of Autumn na megaestrutura conhecida como Instalação 04.

## Desenvolvimento
Havia rumores de que o poder excepcionalmente alto da pistola M6D foi causado por uma mudança de última hora no código do jogo pelo co-fundador da Bungie, Jason Jones que secretamente aumentou o alcance de dano da arma. Isso foi mais tarde confirmado em uma entrevista ao IGN, com Jones afirmando que o balanceamento da pistola "não estava onde queríamos" pouco antes do lançamento, e embora a alteração dos dados do jogo não fosse viável, ele adicionou o código para "alterar um único número na pistola" quando cada mapa do jogo era carregado. Jones afirmou que "levaria o crédito e a culpa pela pistola em Halo", chamando o ajuste devido à sua atenção aos pequenos detalhes.
Em Halo 2, a pistola foi substituída pela M6C, que tinha potência reduzida e não tinha funcionalidade de escopo. Isso foi descrito como necessário por Chris King, o designer-chefe de sandbox de Halo 5: Guardians, devido à capacidade de fazer empunhadura dupla de pistolas, como se duas das pistolas originais pudessem ser empunhadas juntas, elas seriam "loucura total". Em Halo 3, a pistola foi alterada de disparo rápido para disparo lento, mas tornou-se mais poderosa para compensar. Em Halo 5, a pistola foi novamente feita mais semelhante à encarnação original em Halo: Combat Evolved.

## Recepção
Seth Macy do IGN chamou a pistola M6D de a maior arma na história de Halo, afirmando que ela era mais famosa por seus "três tiros mata", que matariam um inimigo com três tiros na cabeça, mesmo quando com escudo. Como "a arma mais temida" em Combat Evolved, bem como "o elemento definidor das LAN parties de Halo", a M6D ficou em nonagésimo sexto lugar na lista Top 100 Video Game Weapons do IGN. Natalie Clayton da PC Gamer chamou a pistola de "praticamente lendária", mas a criticou por "jogar o balanceamento da arma pela janela, especialmente no PC", devido aos seus "tiros na cabeça com precisão mortal". Luke McKinney descreveu a M6D como a "atualização da arma de Dirty Harry mais meio milênio de polimento", e que a utilidade "incrivelmente eficaz" da pistola aumenta ainda mais quando empunhada com uma pistola de plasma. A Kotaku considera a pistola M6D uma das melhores armas curtas dos jogos eletrônicos, notando que "há uma fração de segundo de atraso entre atirar e acertar que lhe dá um som satisfatório que as armas hitscan em outros jogos não podem replicar".
Jason Johnson, da Kill Screen, chamou a M6D de "a arma de jogo eletrônico mais infame de todas", descrevendo-a como uma "peça sagrada de armamento", mas criticando sua diminuição de potência após o Halo original, dizendo que foi "reinventado como comum Lixo". Josh West, do GamesRadar+, chamou a pistola M6D de "overpowered" uma "mudança de última hora" que resultou em "caos". Alexa Ray Corriea do Polygon e Andrew Clouther do GameZone concordaram em consenso de que a M6D é "overpowered"; Corriea observou que a pistola é "infame", e Clouther disse que a pistola realmente brilhava no modo multijogador, onde jogadores com escudos completos podiam ser derrubados com tiros na cabeça com relativa facilidade. Por outro lado, Joe Felder afirmou em um artigo de 2003 escrito para o GameSpot que a M6D é "votada como a arma com maior probabilidade de ser descartada" e só se torna útil quando o jogador esgota a munição de suas outras armas.
Andrew Liszewski e James Whitbrook do Gizmodo criticaram a linha de brinquedos temáticos de Halo da Nerf por uma pistola de dardo baseada no SPNKR Rocket Launcher da série, dizendo que seu design era "desconcertante" devido ao fato de que "a franquia literalmente já tem uma das pistolas mais icônicas dos jogos eletrônicos".